# Боярышник петушья шпора
Боя́рышник пету́шья шпо́ра, или Боярышник шпо́рцевый (лат. Crataegus crus-galli), — дерево, вид рода Боярышник (Crataegus) семейства Розовые (Rosaceae).

## Распространение и экология
В природе ареал вида охватывает восточные районы Северной Америки — от Квебека и Онтарио на севере до Флориды на юге и на запад до Техаса и Канзаса.
Произрастает обычно по склонам низких гор и увалов на богатых делювиальных почвах, а также на песчаных почвах в долинах рек.
|                                                                           |
|                                                                           |
|                                                                           |
| Сверху вниз: Листья в осенней окраске. Зрелые плоды. Косточки (увеличено) |

## Ботаническое описание
Листопадное, редко полувечнозелёное, дерево высотой до 6—8, редко до 12 м, часто растущее кустообразно, с низко посаженной широкой, округлой или плоской кроной и коротким стволом диаметром до 25—30 см. Кора серо-коричневая, пластинчатая. Ветви извилистые, горизонтально распростёртые; ветки голые, светло-коричневые или серые. Побеги красно-бурые, блестящие. Колючки весьма многочисленные, перпендикулярно отстоящие, с загнутыми вниз концами, крепкие, бурого или чёрного цвета, длиной 6—10 (4—6) см; на толстых ветвях и стволе колючки разветвлённые, достигают длины 15—20 см. Сердцевина узкая, круглая, с зазубринами.
Почки бурые, блестящие; боковые отстоящие, более 5 мм длины. Листья обратнояйцевидные или эллиптические, со слабо заострённой или несколько закруглённой вершиной и узкоклиновидным, низбегающим основанием, цельные, неравномерно остро- и мелкопильчатые, с прижатыми зубцами, у основания цельнокрайные, длиной 2—10 см, шириной 0,5—4 см, на длинных побегах длиной до 15 см, совершенно, голые, молодые тонкие, позднее плотные, кожистые, с густой сетью жилок, сверху тёмно-зелёные, блестящие, снизу бледнее, при развёртывании красноватые, осенью ярко-окрашенные — оранжевые или красные. Черешки длиной 0,5—2 см.
Соцветия голые, 15—20-цветковые. Цветки диаметром 1,5—2 см, с белыми лепестками и линейно-ланцетными цельнокрайными или мелко-железисто-пильчатыми чашелистиками. Тычинок обычно 10, с розовыми пыльниками; столбиков 2, реже 1.
Плоды — мелкое яблоки, эллипсоидальные или шаровидные, длиной 10—15 мм, зеленоватые или тускло-красные, с лёгким сизым налётом и сухой мякотью. Косточки, обычно, в числе двух, эллипсоидальной формы, длиной 8—9 мм, шириной 5—6 мм, по спинке широкоребристые.
Цветение в начале апреля. Плодоношение в конце октябре, плоды нередко остаются на дереве до весны.

## Значение и применение
Издавна и широко применяется в культуре как в Северной Америки (с 1656 года), так и в Европе. Один из наиболее декоративных боярышников, особенно эффектный тёмной блестящей листвой, ярко окрашенной осенью, обильными цветками в начале лета и многочисленными плодами, не опадающими почти в течение всей зимы.
С успехом используется в садах и парках, а также для живых изгородей.
В России в парках и садах встречается довольно широко, почти повсеместно растёт хорошо и плодоносит; в Москве, Орловской области (Лесостепная опытная станция), в Воронеже и Воронежской области, в Пензе, на юге Приморского края (Горно-таежная станция); в Санкт-Петербурге несколько подмерзает..

## Классификация

### Таксономия
Вид Боярышник петушья шпора входит в род Боярышник (Crataegus) трибы Pyreae подсемейства Спирейные (Spiraeoideae) семейства Розовые (Rosaceae) порядка Розоцветные (Rosales).
|  |                                      |  |                                                              |                                                              |                   |  | ещё 8 семейств (согласно Системе APG III) | ещё 8 семейств (согласно Системе APG III)    |                                              |  |  |  | ещё 7 триб (согласно Системе APG III)         | ещё 7 триб (согласно Системе APG III)         |  |  |  |  | ещё от 200 до 300 видов | ещё от 200 до 300 видов |
|  |                                      |  |                                                              |                                                              |                   |  | ещё 8 семейств (согласно Системе APG III) | ещё 8 семейств (согласно Системе APG III)    |                                              |  |  |  | ещё 7 триб (согласно Системе APG III)         | ещё 7 триб (согласно Системе APG III)         |  |  |  |  | ещё от 200 до 300 видов | ещё от 200 до 300 видов |
|  |                                      |  |                                                              | порядок Розоцветные                                          |                   |  |                                           |                                              | подсемейство Спирейные                       |  |  |  |                                               | род Боярышник                                 |  |  |  |  |                         |                         |
|  |                                      |  |                                                              | порядок Розоцветные                                          |                   |  |                                           |                                              | подсемейство Спирейные                       |  |  |  |                                               | род Боярышник                                 |  |  |  |  |                         |                         |
|  | отдел Цветковые, или Покрытосеменные |  |                                                              |                                                              | семейство Розовые |  |                                           |                                              | триба Pyreae                                 |  |  |  | вид Боярышник петушья шпора                   |                                               |  |  |  |  |                         |                         |
|  | отдел Цветковые, или Покрытосеменные |  |                                                              |                                                              |                   |  |                                           |                                              |                                              |  |  |  |                                               |                                               |  |  |  |  |                         |                         |
|  |                                      |  | ещё 44 порядка цветковых растений (согласно Системе APG III) | ещё 44 порядка цветковых растений (согласно Системе APG III) |                   |  |                                           | ещё 8 подсемейств (согласно Системе APG III) | ещё 8 подсемейств (согласно Системе APG III) |  |  |  | ещё около 60 родов (согласно Системе APG III) | ещё около 60 родов (согласно Системе APG III) |  |  |  |  |                         |                         |
|  |                                      |  |                                                              | ещё 44 порядка цветковых растений (согласно Системе APG III) |                   |  |                                           |                                              | ещё 8 подсемейств (согласно Системе APG III) |  |  |  |                                               | ещё около 60 родов (согласно Системе APG III) |  |  |  |  |                         |                         |

### Представители

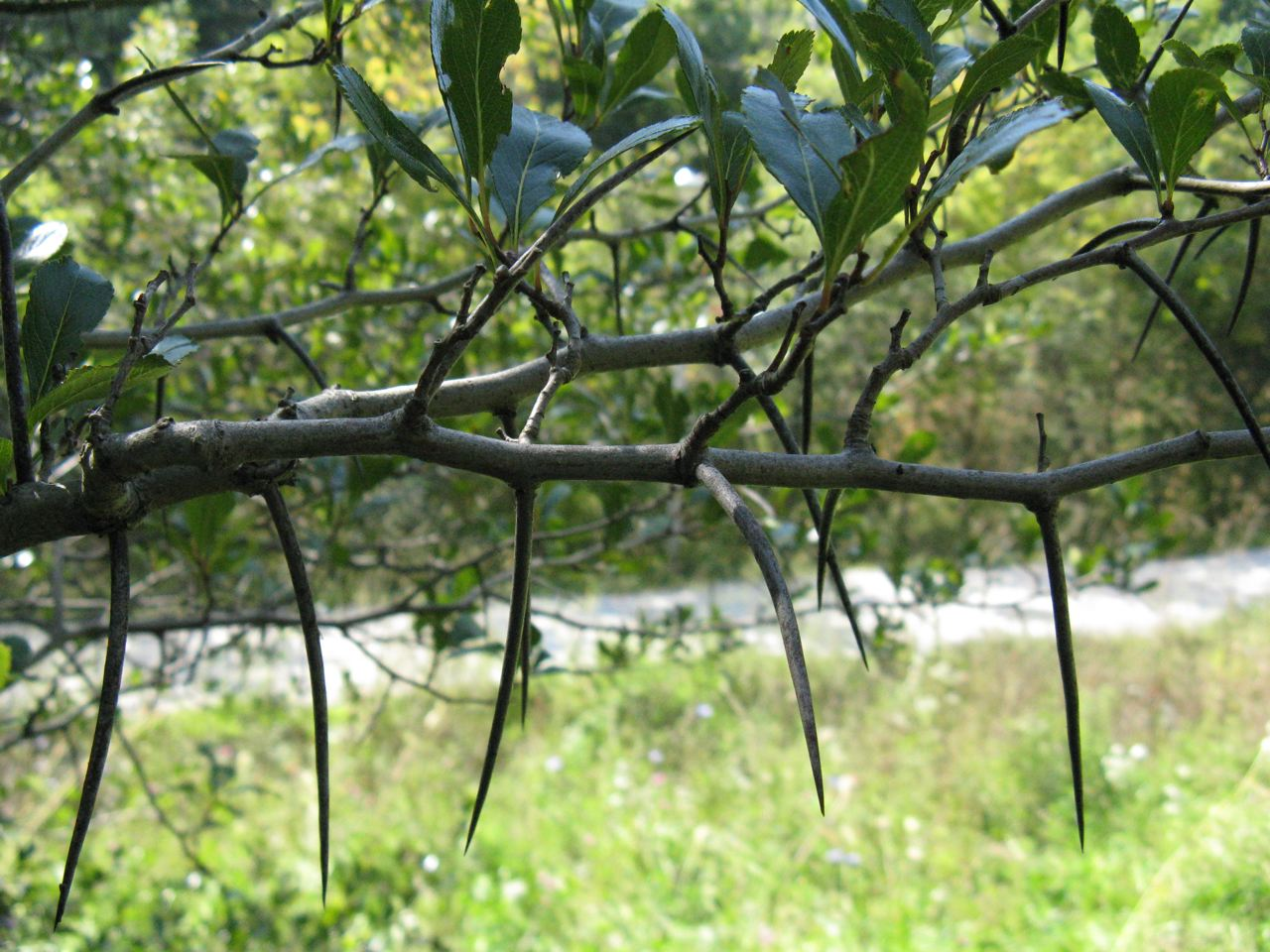
Форма

В рамках вида выделяют несколько форм:
- Crataegus crus-galli f. inermis Lge. — колючки отсутствуют;
- Crataegus crus-galli f. oblongata Sarg. — плоды более ярко окрашенные, длиной до 2,5 см;
- Crataegus crus-galli f. nana Nichols. — карликовая форма;
- Crataegus crus-galli f. pyracanthifolia Ait. — листья обратнояйцевидные или эллиптические, обычно заострённые; плоды мельче и более ярко окрашены;
- Crataegus crus-galli f. salicifolia (Medic.) Ait. — листья ланцетные или обратно-ланцетные, более тонкие;
- Crataegus crus-galli f. sploudojis Ait. — листья эллиптические или обратно-ланцетные, очень ярко блестящие.

## Интересные факты
Ошибочное прочтение названия этого растения вызвало к жизни стихотворение Булата Окуджавы про «боярышник „Пастушья шпора“» (1969).